# M/S Svanhild
M/S Svanhild, färja 323, är en av Trafikverket Färjerederiets färjor. M/S Svanhild byggdes på Åsiverken i Åmål och levererades 1985 för att sättas in på leden mellan Svanesund och Kolhättan. Hon byggdes om 2012 på Fridhems varv i Lysekil.
M/S Svanhild har gått på Björköleden mellan Lilla Varholmen (vid Hisingen) och Björkö. Sedan 2021 trafikerar hon Gräsöleden mellan Öregrund och Gräsö.

## Bildgalleri

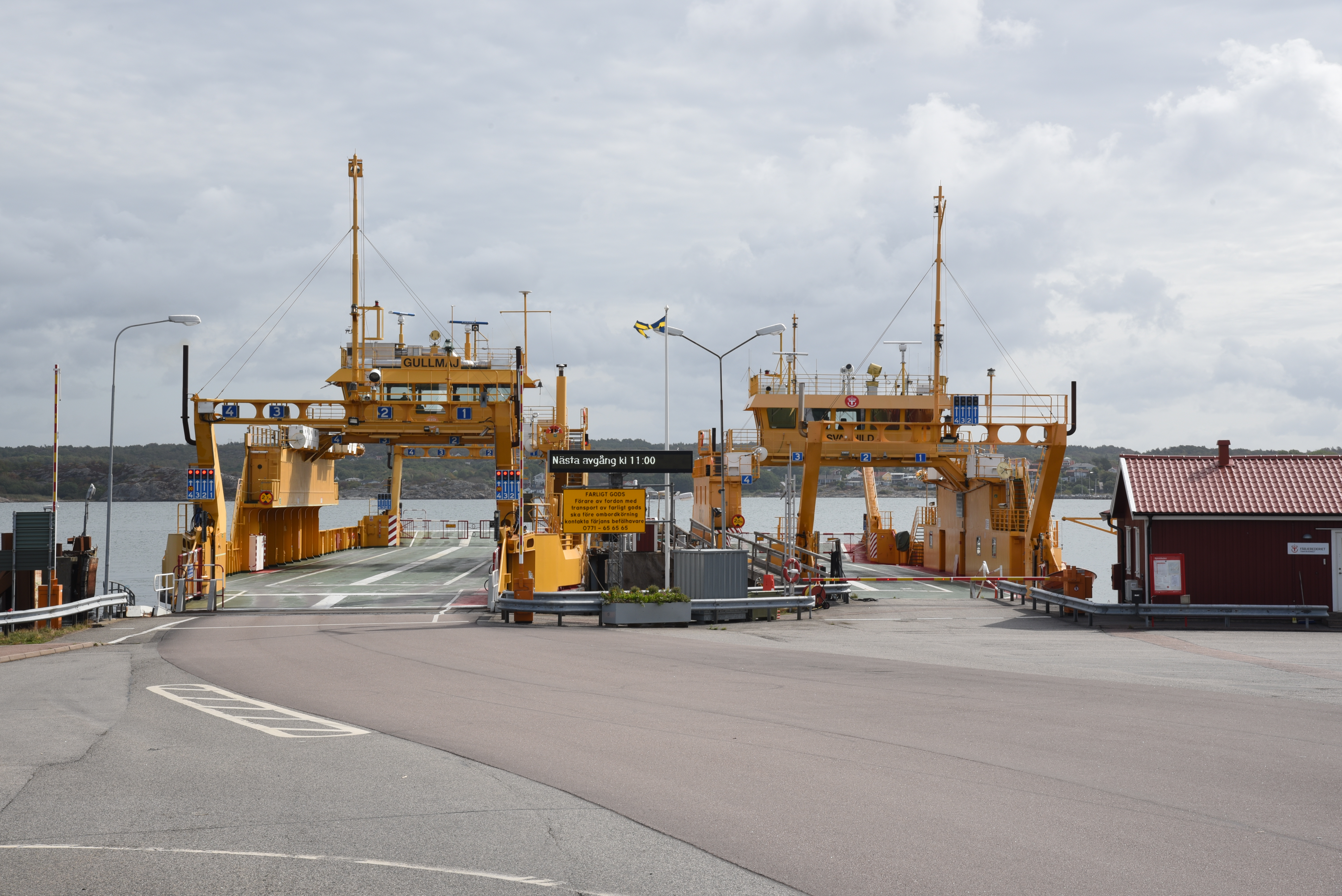
Färjorna Gullmaj och Svanhild vid Gröneviks färjeläge på Björkö